# Sarcomyces
Sarcomyces is een monotypisch geslacht van schimmels uit de klasse Leotiomycetes. Het bevat alleen Sarcomyces vinosus. De familie is nog niet eenduidig bepaald (incertae sedis).